# Théodicée babylonienne
La Théodicée babylonienne est un texte de la littérature sapientiale mésopotamienne. Il a été rédigé en Babylonie, vers la dernière partie du IIe millénaire.
Ce texte se présente sous la forme d'un dialogue et raconte l'histoire d'un jeune homme, cadet de sa famille, qui se retrouve sans protection après la mort de ses parents. Il s'adresse à un ami, et lui demande comment une telle injustice peut être tolérée par les dieux. Celui-ci lui répond qu'il faut rester pieux, et qu'alors les dieux entendront ses prières. Mais l'autre répond qu'il a toujours agi ainsi, et que cela ne l'a pas empêché de se retrouver dans cette situation. Il commence même à se demander si les dieux sont justes. Son ami, scandalisé par cette attitude, ne trouve pas d'autre réponse que la précédente. Devant ce faible soutien, l'orphelin s'emporte, et prétend que les dieux sont injustes, et qu'ils ne récompensent pas les bons. Son ami admet que les plus faibles sont soumis à la loi du plus fort mais, fidèle à ses convictions, il dit que les dieux doivent avoir leurs raisons de laisser cela se produire. Il dit même que l'injustice fait partie de la nature humaine, telle qu'elle a été faite pas les dieux. Cela découlerait donc d'une décision divine. Mais il continue à dire à son ami de rester pieux, car c'est la seule solution qui lui reste pour s'attirer les grâces divines.
Cette œuvre présente une réflexion assez développée sur les rapports entre les hommes et les dieux, mais elle reste tout de même fidèle à la morale mésopotamienne, puisque le doute dans les décisions divines n'est pas permis, et que le texte enjoint de continuer à honorer les dieux en dépit d'un sentiment d'injustice. Dire que les dieux sont responsables de l'injustice ne va pas à l'encontre de la morale religieuse, qui veut que les maux touchant les humains aient été créés par les dieux pour éviter que ceux-ci ne deviennent trop gênants, et qu'après tout l'injustice est un mal comme un autre.